# Álbuns número um na Dance/Electronic Albums em 2010

A artista estadunidense Lady Gaga ocupou a primeira colocação da tabela por quarenta e oito semanas com seus três discos: The Fame (2008), The Fame Monster (2009) e The Remix (2010).

Este anexo lista os álbuns que alcançaram a primeira posição na Dance/Electronic Albums no ano de 2010. A tabela é publicada semanalmente pela revista Billboard e classifica as vendas físicas e digitais dos discos de música eletrônica e dance nos Estados Unidos a partir de dados recolhidos pela Nielsen SoundScan.
Um total de sete discos atingiram o topo da lista durante cinquenta e duas edições. The Fame (2008) da cantora estadunidense Lady Gaga abriu o ciclo do ano, e permaneceu quarenta e seis semanas não-consecutivas na primeira colocação. Posteriormente, seus outros dois discos — The Fame Monster (2009) e The Remix (2010) —  conseguiram o mesmo feito de seu antecessor e ocuparam o cume da parada por apenas uma edição. Somado o desempenho destes três álbuns, a artista totaliza, em 2010, um período de quarenta e oito semanas não-consecutivas no posto principal da classificação.
A dupla francesa Daft Punk encerrou a trajetória do ano com a trilha sonora Tron: Legacy, comercializada para o filme homônimo de 2010. Os discos This Is Happening (2010) da banda LCD Soundsystem, Streets of Gold (2010) do grupo 3OH!3, e Maya (2010) da cantora britânica M.I.A., foram os outros trabalhos que debutaram e ocuparam por uma única semana o lugar mais alto no ano de 2010.

## Histórico

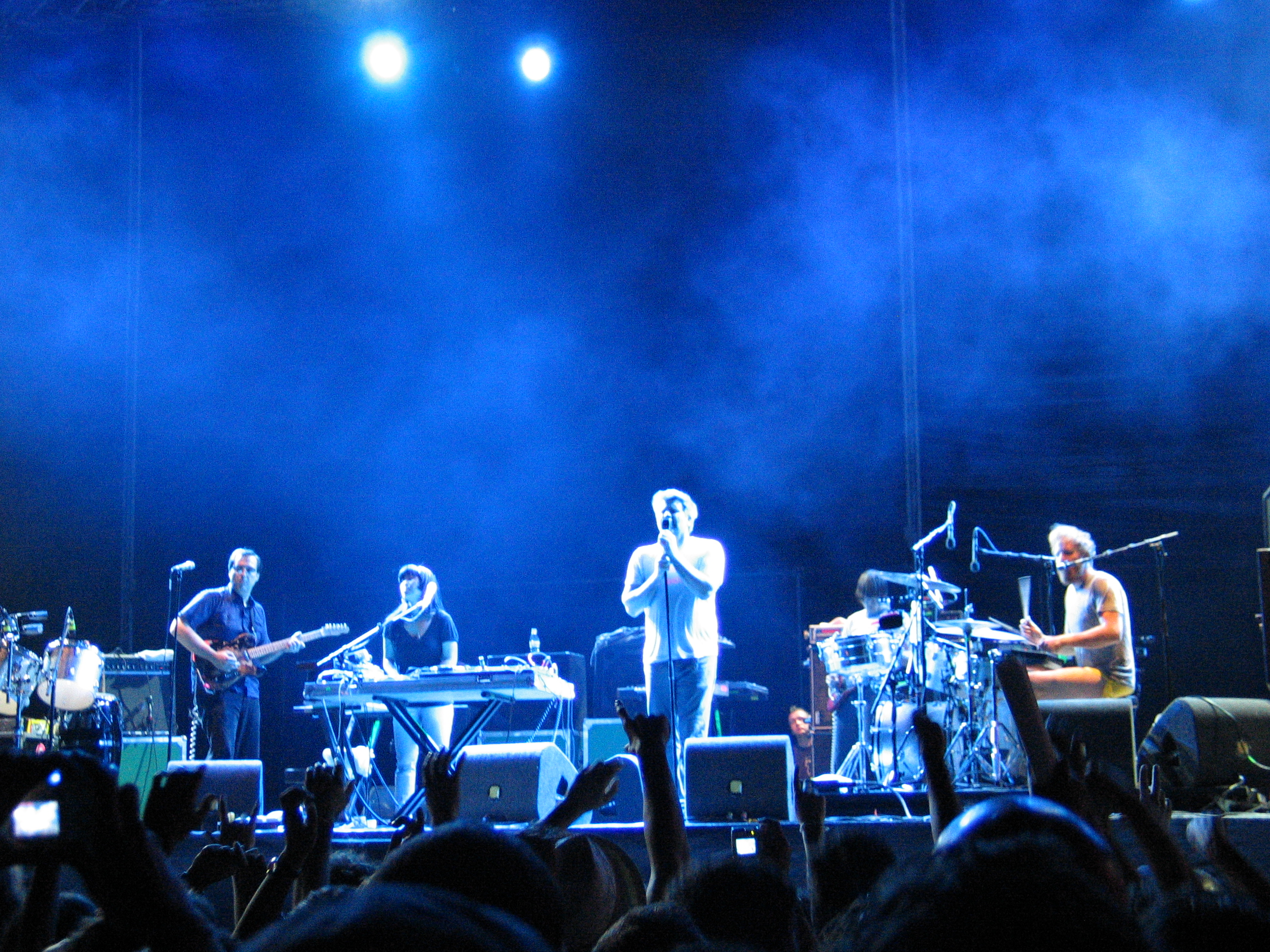
A banda LCD Soundsystem permaneceu uma edição no topo da parada musical com seu terceiro álbum de estúdio This Is Happening.

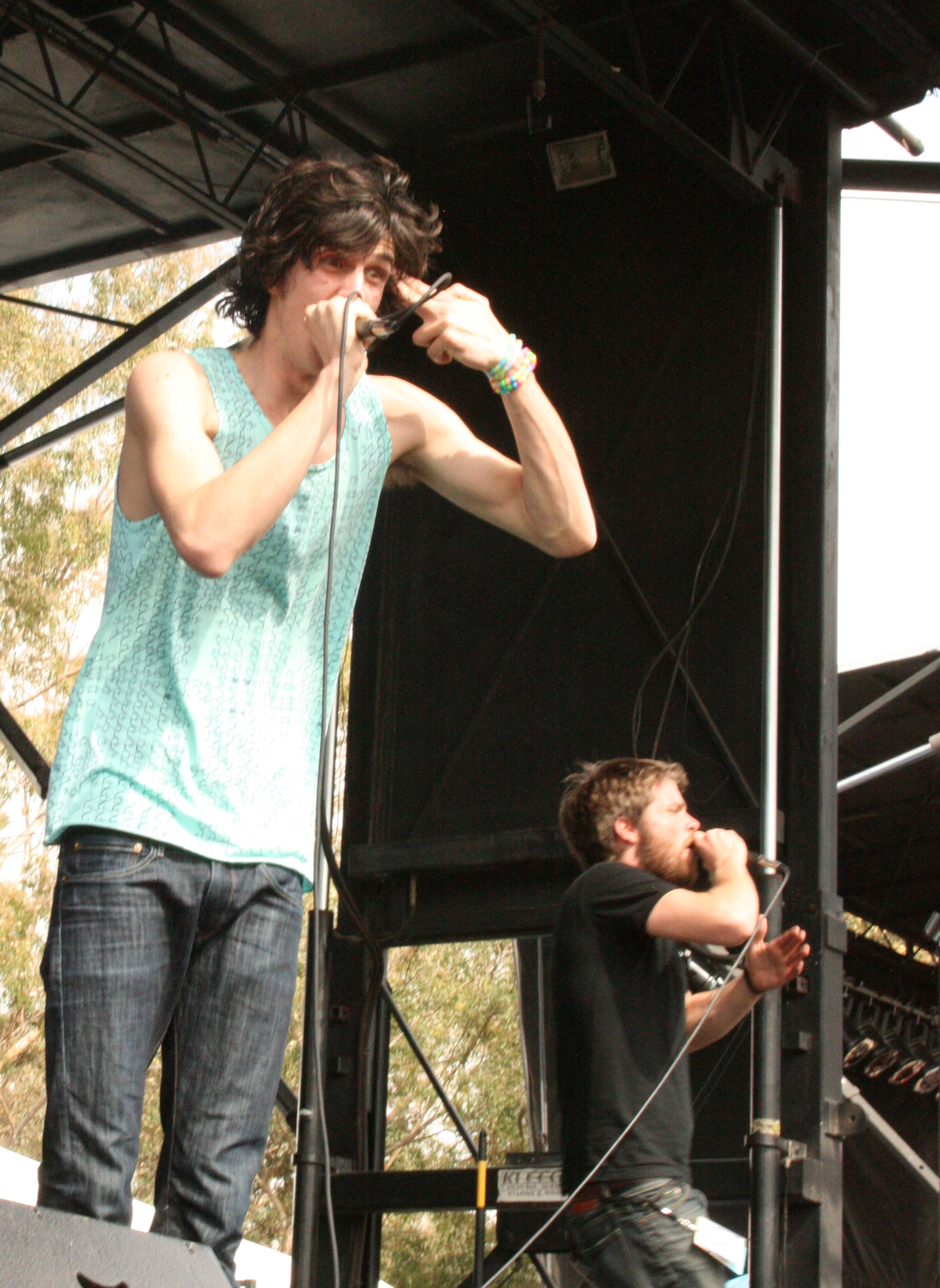
Streets of Gold (2010), terceiro disco de estúdio do duo 3OH!3, estreou no cume classificação.

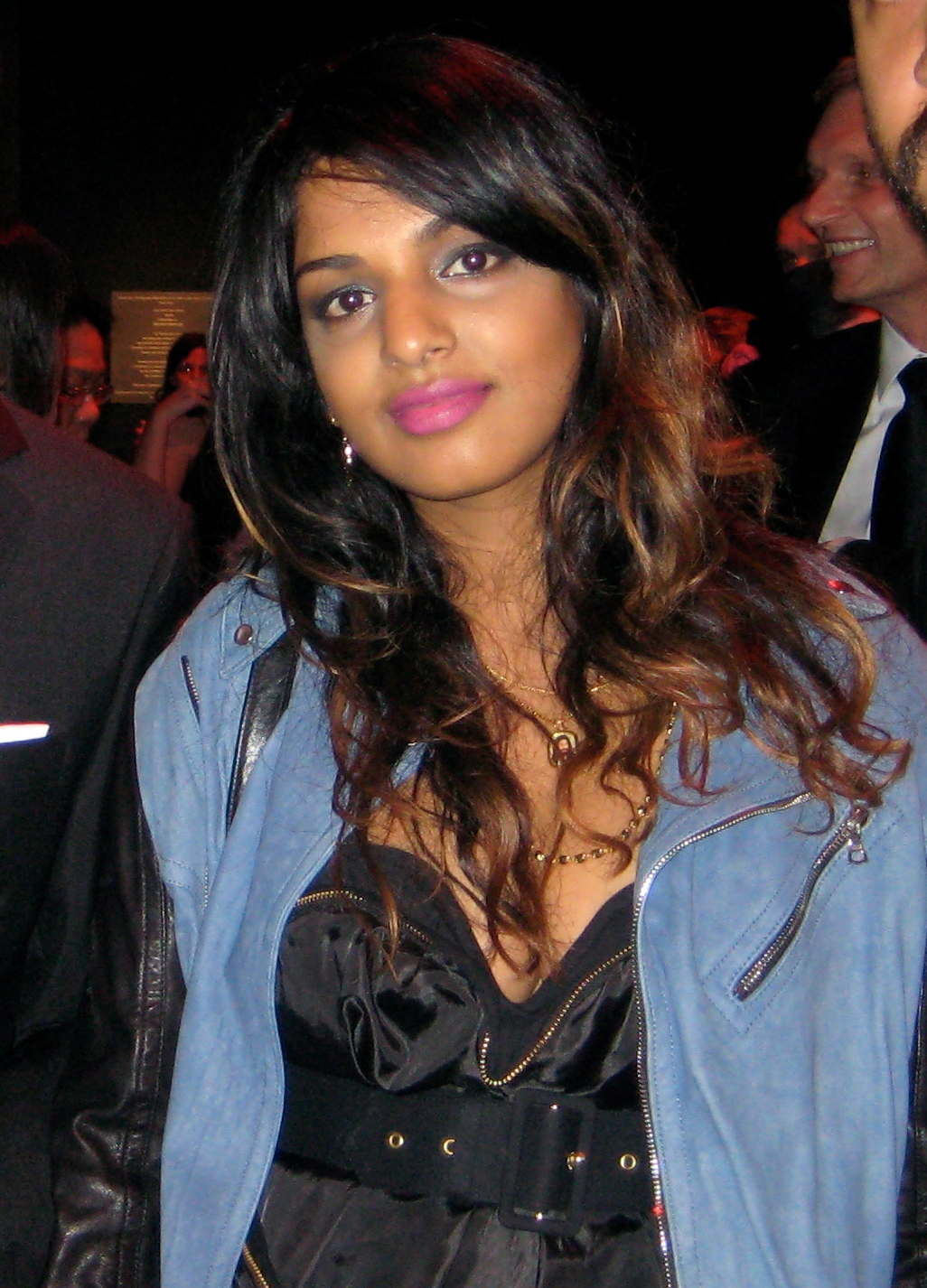
A cantora britânica M.I.A. debutou na liderança da compilação com seu terceiro trabalho Maya (2010).

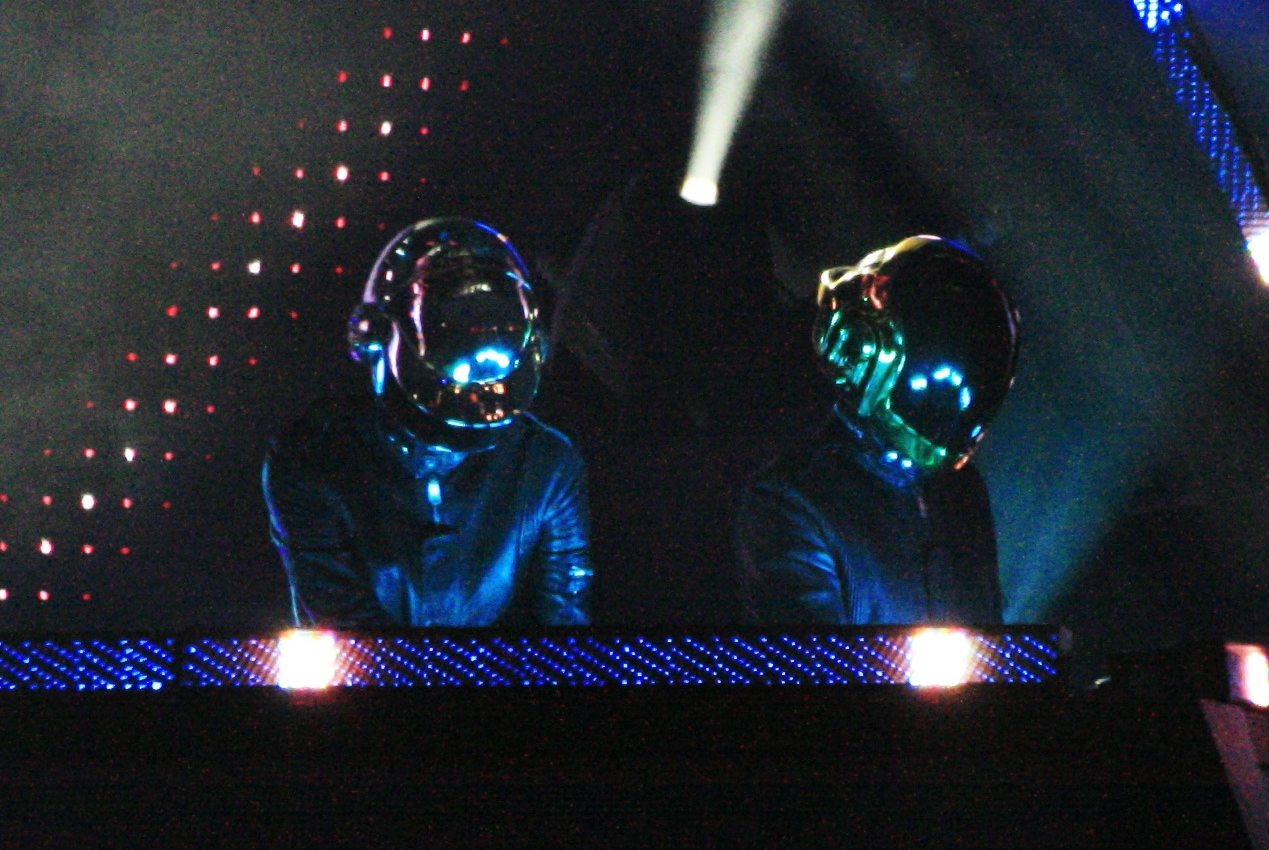
A dupla francesa Daft Punk finalizou o ciclo de 2010 com a trilha sonora Tron: Legacy, lançada para o filme homônimo de 2010.

| Data            | Álbum             | Artista         | Referências |
| --------------- | ----------------- | --------------- | ----------- |
| 2 de janeiro    | The Fame          | Lady Gaga       | [ 2 ]       |
| 9 de janeiro    | The Fame          | Lady Gaga       | [ 3 ]       |
| 16 de janeiro   | The Fame          | Lady Gaga       | [ 4 ]       |
| 23 de janeiro   | The Fame          | Lady Gaga       | [ 5 ]       |
| 30 de janeiro   | The Fame          | Lady Gaga       | [ 6 ]       |
| 6 de fevereiro  | The Fame          | Lady Gaga       | [ 7 ]       |
| 13 de fevereiro | The Fame          | Lady Gaga       | [ 8 ]       |
| 20 de fevereiro | The Fame          | Lady Gaga       | [ 9 ]       |
| 27 de fevereiro | The Fame          | Lady Gaga       | [ 10 ]      |
| 6 de março      | The Fame          | Lady Gaga       | [ 11 ]      |
| 13 de março     | The Fame          | Lady Gaga       | [ 12 ]      |
| 20 de março     | The Fame          | Lady Gaga       | [ 13 ]      |
| 27 de março     | The Fame          | Lady Gaga       | [ 14 ]      |
| 3 de abril      | The Fame          | Lady Gaga       | [ 15 ]      |
| 10 de abril     | The Fame          | Lady Gaga       | [ 16 ]      |
| 17 de abril     | The Fame          | Lady Gaga       | [ 17 ]      |
| 24 de abril     | The Fame          | Lady Gaga       | [ 18 ]      |
| 1º de maio      | The Fame          | Lady Gaga       | [ 19 ]      |
| 8 de maio       | The Fame          | Lady Gaga       | [ 20 ]      |
| 15 de maio      | The Fame          | Lady Gaga       | [ 21 ]      |
| 22 de maio      | The Fame          | Lady Gaga       | [ 22 ]      |
| 29 de maio      | The Fame          | Lady Gaga       | [ 23 ]      |
| 5 de junho      | This Is Happening | LCD Soundsystem | [ 24 ]      |
| 12 de junho     | The Fame          | Lady Gaga       | [ 25 ]      |
| 19 de junho     | The Fame          | Lady Gaga       | [ 26 ]      |
| 26 de junho     | The Fame          | Lady Gaga       | [ 27 ]      |
| 3 de julho      | The Fame          | Lady Gaga       | [ 28 ]      |
| 10 de julho     | The Fame          | Lady Gaga       | [ 29 ]      |
| 17 de julho     | Streets of Gold   | 3OH!3           | [ 30 ]      |
| 24 de julho     | The Fame          | Lady Gaga       | [ 31 ]      |
| 31 de julho     | Maya              | M.I.A.          | [ 32 ]      |
| 7 de agosto     | The Fame          | Lady Gaga       | [ 33 ]      |
| 14 de agosto    | The Fame          | Lady Gaga       | [ 34 ]      |
| 21 de agosto    | The Remix         | Lady Gaga       | [ 35 ]      |
| 28 de agosto    | The Fame          | Lady Gaga       | [ 36 ]      |
| 4 de setembro   | The Fame          | Lady Gaga       | [ 37 ]      |
| 11 de setembro  | The Fame          | Lady Gaga       | [ 38 ]      |
| 18 de setembro  | The Fame          | Lady Gaga       | [ 39 ]      |
| 25 de setembro  | The Fame          | Lady Gaga       | [ 40 ]      |
| 2 de outubro    | The Fame          | Lady Gaga       | [ 41 ]      |
| 9 de outubro    | The Fame          | Lady Gaga       | [ 42 ]      |
| 16 de outubro   | The Fame          | Lady Gaga       | [ 43 ]      |
| 23 de outubro   | The Fame          | Lady Gaga       | [ 44 ]      |
| 30 de outubro   | The Fame          | Lady Gaga       | [ 45 ]      |
| 6 de novembro   | The Fame          | Lady Gaga       | [ 46 ]      |
| 13 de novembro  | The Fame          | Lady Gaga       | [ 47 ]      |
| 20 de novembro  | The Fame          | Lady Gaga       | [ 48 ]      |
| 27 de novembro  | The Fame          | Lady Gaga       | [ 49 ]      |
| 4 de dezembro   | The Fame          | Lady Gaga       | [ 50 ]      |
| 11 de dezembro  | The Fame          | Lady Gaga       | [ 51 ]      |
| 18 de dezembro  | The Fame Monster  | Lady Gaga       | [ 52 ]      |
| 25 de dezembro  | Tron: Legacy      | Daft Punk       | [ 53 ]      |